# Мокрец (Киевская область)
Мокре́ц (укр. Мокрець) — село, входит в Броварский район Киевской области Украины. Административный центр Мокрецкого сельского совета.
Село Мокрец находится на левом берегу реки Трубеж. На противоположной стороне реки — село Заворичи.
Население по переписи 2001 года составляло 1004 человека. Почтовый индекс — 07425. Телефонный код — 4594. Занимает площадь 2,62 км². Код КОАТУУ — 3221285601.

## История
Село Мокрец основано казаками, находившимися в укреплении села Заворичи (ранее Заворотичи, по истории место, где завернули татаро-монгольское войско). Казаки ходили на речку, приток Трубежа собирать траву мокрицу, которая помогала от вшей и блох. Со временем казаки обосновали на притоке Трубежа поселение. Эта речка и сейчас называется Мокрица, от названия травы мокрица, а село Мокрец. Первыми поселенцами были пофамильно Туры, Довгополы, Олексы. В данное время живут люди с фамилиями Туренок, Довгопол, Олексиенко.

## Местный совет
07425, Киевская область, Броварский район, село Мокрец, ул. Новая, 1.  (укр.)